# Eagar
Eagar est une ville du comté d'Apache dans l'État d'Arizona aux États-Unis.
Située sur le secteur non constitué en municipalité de Navajo Springs,  qui forme la plus grande réserve amérindienne aux États-Unis par superficie, la ville a été fondée en 1871.
La municipalité s'étend sur 11,24 milles carrés (29,11 km2), dont 11,23 milles carrés (29,09 km2) de terres. Sa population était de 4 885 habitants en 2010.

## Démographie
| Groupe            | Eagar | Arizona | États-Unis |
| ----------------- | ----- | ------- | ---------- |
| Blancs            | 87,8  | 73,0    | 72,4       |
| Autres            | 5,0   | 12,1    | 6,4        |
| Amérindiens       | 3,4   | 4,6     | 0,9        |
| Métis             | 3,0   | 3,4     | 2,9        |
| Afro-Américains   | 0,6   | 4,1     | 12,6       |
| Asiatiques        | 0,2   | 2,8     | 4,8        |
| Total             | 100   | 100     | 100        |
|                   |       |         |            |
| Latino-Américains | 18,8  | 29,7    | 16,7       |

Selon l'American Community Survey, pour la période 2011-2015, 87,30 % de la population âgée de plus de 5 ans déclare parler l'anglais  à la maison, alors que 8,30 % déclare l'espagnol, 2,29 % le navajo et 2,11 % une autre langue.
| 1910 | 1920 | 1930 | 1950 | 1960 | 1970  |
| ---- | ---- | ---- | ---- | ---- | ----- |
| 397  | 635  | 562  | 637  | 873  | 1 279 |

| 1980  | 1990  | 2000  | 2010  | - | - |
| ----- | ----- | ----- | ----- | - | - |
| 2 791 | 4 025 | 4 033 | 4 885 | - | - |